# Les Amis de Ninon
Série Anniversaires
Heurts divers
(1997)
Pour plus de détails, voir Fiche technique et Distribution.
Les Amis de Ninon est un court métrage français de la série Anniversaires, réalisé par Rosette et Éric Rohmer, sorti en 1998.

## Fiche technique
- Titre original : Les Amis de Ninon
- Réalisation : Rosette et Éric Rohmer
- Scénario : Rosette et Éric Rohmer
- Photographie : Diane Baratier, assistée de Sébastien Leclercq
- Son : Pascal Ribier
- Coiffure : Jean-Jacques Ambrosi
- Montage : Mary Stephen
- Musique : Ronan Girre et Jean-Louis Valero
- Production : Françoise Etchegaray
- Société de production : Compagnie Éric Rohmer
- Pays d'origine :  France
- Langue originale : français
- Format : couleur — 16 mm — 1,33:1
- Durée : 25 minutes

## Distribution
- Rosette : Ninon
- Julie Jézéquel : Marie
- Philippe Caroit : Baptiste
- Mickaël Kraft : Frédéric
- Dominique Lyon : Xavier
- Pascal Greggory : Nicolas
- Arielle Dombasle : la cliente
- Isild Le Besco : Fifie
- Bethsabée Dreyfus : Natacha
- Maud Buquet : Zazie
- Julie Leibowitch : Julie
- Thomas Raynal : Thomas
- Olivier Oumanar : Olivier
- Jean-Michel Savy : Frank
- Éric Castets : un jeune